# ThyssenKrupp Krause
Die ThyssenKrupp Krause GmbH (ehemals Johann A. Krause Maschinenfabrik GmbH) war eine Unternehmensgruppe innerhalb der ThyssenKrupp Technologies. Der Hauptsitz war in Bremen-Farge. Sie ist heute Teil der ThyssenKrupp System Engineering GmbH.
Die Firma ist im Bereich Montage-, Prüf- und Testsysteme für Aggregate tätig. Die Produktpalette enthält alle Komponenten, die für die automatische Montage aller Aggregate des Powertrains (d. h. Motoren, Getriebe und Achsen und anderen Komponenten für Kraftfahrzeuge) einschließlich der qualitätsrelevanten Prüf- und Testfunktionen notwendig sind, wie z. B. Transportsysteme, Schraubsysteme, Linearachssysteme, Roboter, Hard- und Software für Steuerungen mit zugehörigen Bedien- und Diagnosesystemen.
Seit 2006 baut ThyssenKrupp Krause nicht nur vornehmlich Anlagen für die Automobilindustrie. Zusammen mit der Universität Bremen wurde ein Konzept zum vollautomatischen Lager erarbeitet. LKWs werden komplett durch Roboter be- und entladen. Das erste System dieser Art von ThyssenKrupp Krause ist 2007 an DHL ausgeliefert worden.
Am Standort Bremen sind zurzeit ca. 900 Mitarbeiter beschäftigt (Stand Mai 2007). Weltweit beschäftigt ThyssenKrupp Krause ca. 2300 Mitarbeiter (Stand Dezember 2005).

## Geschichte
Im Jahr 1950 richtete Gründer Johann A. Krause seine erste „Werkhalle“ in einer Garage ein, die kontinuierlich von den Mitarbeitern – oft nach Feierabend – erweitert wurde. 1964 beschäftigte Johann A. Krause 100 Mitarbeiter. Das Unternehmen spezialisierte sich auf den Sondermaschinenbau.
Anfang der 1960er-Jahre wurden die ersten Kontakte zur Automobilindustrie geknüpft. Beispielsweise wurde eine Sondermaschine an die Carl F.W. Borgward Automobilwerke Bremen geliefert, die die Handschuhfach-Klappe der Borgward Isabella formte. 1967 wurden die ersten Prüfmaschinen für Ford ausgeliefert. Mitte der 1970er-Jahre wurde bei Johann A. Krause ein Windkanalmodell des späteren Space Shuttle für ERNO in Bremen gefertigt.
Im Jahr 1980 gründete Johann A. Krause Unternehmungen in England, Frankreich, Spanien sowie die Firma EGM (Entwicklungsgesellschaft für Montagetechnik; heute ThyssenKrupp EGM) in Langenhagen bei Hannover. 1987 erwarb die Thyssen Industrie AG 49,9 Prozent der Gesellschaftsanteile. Im Jahr 1989 übernahm die Thyssen Industrie AG Johann A. Krause zu 100 Prozent. Johann A. Krause schied als geschäftsführender Gesellschafter aus und wurde Mitglied des Aufsichtsrates des Unternehmens. 1992 erfolgte die Gründung von Johann A. Krause Systemtechnik, jetzt ThyssenKrupp KST GmbH in Hohenstein-Ernstthal bei Chemnitz.
Im Jahr 1998 wurde das Unternehmen Thyssen Production Systems in Auburn Hills (Michigan) in Johann A. Krause, Inc. geändert und in die Unternehmensgruppe integriert. 1999 erfolgte die Integration der Gillman Engineering & Manufacturing Co. LLC in Janesville (Wisconsin) in die Unternehmensgruppe. Das Produktprogramm der Gruppe wurde damit um Kleinmontagen und Schweißanlagen erweitert. In diesem Jahr wurde auch Johann A. Krause Mexiko S.A. in Santiago de Querétaro gegründet.
Das Jubiläum 50 Jahre Johann A. Krause Maschinenfabrik GmbH in Bremen-Farge wurde im Jahr 2000 öffentlich gefeiert. Der durch das große Interesse der Bremer Bevölkerung erzielte Überschuss dieser Feier ging wohltätigen Zwecken zu. 2001 erfolgte die Gründung der Tochterfirma Johann A. Krause Italia S.r.l. in Turin (Italien) und 2005 die Gründung der Tochterfirma Johann A. Krause Polska z.o.o. in Danzig.
Im Jahr 2006 wurde die Firma umbenannt. Aus der Johann A. Krause Maschinenfabrik GmbH wurde die ThyssenKrupp Krause GmbH. Auch die Tochterfirmen wurden zum gleichen Zeitpunkt umfirmiert. Der Namensteil Johann A. verschwindet bei allen Tochterunternehmen. So wurde zum Beispiel aus Johann A. Krause Polska ThyssenKrupp Krause Sp.z.o.o. Im Jahr 2009 erfolgte die Umsiedlung der ThyssenKrupp KST GmbH von Chemnitz nach Hohenstein-Ernstthal. Sie wurde in den vorhandenen Standort von ThyssenKrupp Drauz Nothelfer integriert.